# (33186) 1998 FR34
1998 FR34 (asteroide 33186) é um asteroide da cintura principal. Possui uma excentricidade de 0.11837830 e uma inclinação de 14.97539º.
Este asteroide foi descoberto no dia 20 de março de 1998 por LINEAR em Socorro.